# متحف الأحساء
متحف الأحساء أو متحف الأحساء الوطني أو متحف الهفوف الوطني (بالإنجليزية: Al Ahsaa Museum)‏ هو أحد متاحف المنطقة الشرقية في محافظة الأحساء، ويقع في مدينة الهفوف بحي الصالحية، ويحتوي على قاعات عديدة لعرض تاريخ الأحساء عبر مختلف العصور الحجرية والعصر الإسلامي وكذلك صور واقعية عن انجازات العهد السعودي، ويحتوي على ألوان من التراث الشعبي المحلي وقاعة للصور ومكتبة وأجنحة يعرض فيها بعض هواة الآثار وعشاق التراث مقتنياتهم التي اشتهرت بها الأحساء، ويهدف هذا المتحف إلى صيانة وحماية المواقع الأثرية والتاريخية ذات الأهمية وتيسير عملية تسجيل هذه المواقع واستقصائها، إضافة إلى احتواء القطع الأثرية والتاريخية وتقديم أفضل الطرق لتوثيقها وصيانتها وخزنها واستقصاء وتسجيل التراث الشعبي المادي والشفهي، وإيجاد مركز لجمع قطع التراث الشعبي المحلي واطلاع الجمهور على الآثار والتاريخ والتراث الشعبي المحلي من خلال المعارض والنشاطات التثقيفية الأخرى. انشئ المتحف عام 1404هـ الموافق 1984م  وافتتح لاستقبال الزوار عام 1407هـ الموافق 1987م.
تبلغ مساحة المتحف 40000 متر مربع ويحوي على رصد دقيق ومفصل لتاريخ المنطقة الغني بإرث تاريخي وديني ضخم عبر جمع نحو 1400 قطعة أثرية وتراثية وعملات إسلامية ومخطوطات وصور.

## أجزاء المتحف
يتكون هذا المتحف من عدة أجزاء رئيسية هي كالتالي:
- قاعات العروض المتحفية
- الإدارة
- معامل المساحة والرسم
- معامل التصوير
- معامل الترميم والمختبر
- قاعة العرض التليفزيوني
- سكن للباحثين
- المكتبة والتي تضم مجموعة من أهم الكتب المتخصصة في كافة المجالات، كما تعقد في هذه المكتبة الكثير من الدوريات والندوات.

## تفاصيل المتحف
في مدخل المتحف توجد قاعة مكونة من ثلاثة أقسام، أولها صالة للاستقبال تعرض فيها خريطة للمواقع الأثرية التابعة للمتحف والمواقع الأثرية بالمنطقة الشرقية، ولوحة تعرف متحف الأحساء للآثار والتراث الشعبي والغرض من إنشائه، إلى جانب لوحة ثالثة تتضمن خريطة تبين شبكة المتاحف الوطنية الإقليمية والمحلية بالمملكة العربية السعودية، ورابعة تبين تاريخ التنمية الحديثة بالمملكة، وتتضمن صوراً للمؤسس الملك عبد العزيز أثناء تدشينه لبعض المشروعات بالمنطقة الشرقية، كما تتضمن صوراً للملك فيصل بن عبد العزيز آل سعود والملك خالد بن عبد العزيز آل سعود والملك فهد بن عبد العزيز أثناء تدشينهم لبعض المشروعات بالمنطقة الشرقية، ويعرض عدد من الصور القديمة للأحساء التقطت في الثلاثينيات والأربعينيات من القرن العشرين الميلادي، وخُصص جزء من صالة الاستقبال لعروض المتاحف الخاصة. بعد صالة الاستقبال تأتي صالة المحاضرات، ثم صالة المتحف الرئيسة، والمكونة من عدد من خزائن العرض الزجاجية واللوحات التوضيحية الملونة والخرائط التفصيلية، حسب التسلسل الزمني والتاريخي للمنطقة.

## معروضات المتحف
يضم المتحف أكثر من 1400 قطعة أثرية، بالإضافة إلى صور فوتوغرافية وعملات معدنية ومخطوطات ووثائق أخرى.

### الحياة النباتية والحيوانية
يعرض المتحف النشأة في المنطقة الشرقية في المملكة العربية السعودية، بما في ذلك النباتات والحيوانات في الصحراء المحيطة بالأحساء. توجد بالمتحف نماذج أولية لبعض القوارب والأدوات القديمة التي استخدمها غواصو اللؤلؤ والصيادون في الخليج العربي. كما يوجد في ساحات المتحف عروض مختلفة للحياة الفطرية في المنطقة الشرقية، تبرز فيها الحياة النباتية الصحراوية والأشجار الحولية والمعمرة والمشهورة بالأحساء، والكائنات التي تعيش فيها، وكذلك الحياة البحرية وأنواع الأسماك ومصائدها في الخليج العربي، وعرض نموذج مصغر لأحد المراكب وأدوات ومراحل صناعتها، إضافة إلى مهنة الغوص عن اللؤلؤ ومصائده (الهيرات) في الخليج العربي وتشريح الأصداف، بالإضافة إلى نماذج أولية لبعض القوارب والأدوات القديمة التي استخدمها غواصو اللؤلؤ والصيادون في الخليج العربي. ونماذج لسلال الغوص وموازين اللؤلؤ.

### العصور الحجرية
يحتوي المتحف على مقتنيات من العصر الحجري وهي أقدم مقتنيات المتحف، عُثر عليها في مناطق الأحساء المختلفة وأخرى في مناطق من يبرين وعين قنّاص في شمال مدينة الهفوف.

### عصور ما قبل الإسلام
يخصص المتحف منطقة لحضارة دلمون (التي بدأت في الألفية الثالثة قبل الميلاد واستمرت حتى حوالي 500 قبل الميلاد) تاريخًا لظهور رعاة الإبل في الخليج (حوالي 1700 قبل الميلاد) ومدن في الجزء الشرقي من شبه الجزيرة العربية. يعرض المتحف كيفية اتحاد القبائل العربية في الإمبراطورية الساسانية، آخر مملكة قبل ظهور الإسلام وكانت قوة رئيسية لأكثر من 400 عام.
كما يعرض المتحف خرائط لطرق التجارة البرية والبحرية في شبه الجزيرة العربية ومحيطها، بالإضافة إلى أمثلة على اللغات التي كانت سائدة في الجزء الشرقي من شبه الجزيرة قبل الإسلام، إلى جانب لمحة عامة عن الكتابة والخط في الإسلام.

### ما بعد الإسلام وقيام الدولة
يضم المتحف قسمًا يحتوي على معثورات من الفترة الإسلامية والخلافة الراشدة في شرق الجزيرة العربية، كما يعرض دور قبيلة بني عبدالقيس في الاقتناع بالإسلام والدخول فيه وتأسيسهم لأقدم المساجد فيها وكذلك مدينة هجر والأحساء والعقير في عصر صدر الإسلام، وقسما آخرا لفترة الحكام المحليين للأحساء (العيونيون والعصفوريون والجبريون)، إضافة إلى قسم يعرض الأحساء في العصر الإسلامي، وخلال الدولتين السعوديتين الأولى والثانية، وحكم الملك عبدالعزيز بن عبدالرحمن آل سعود.

## قاعات العروض المتحفية
تتكون قاعات العروض من ثلاث أقسام رئيسية هي كالآتي:
1. صالة المدخل وهي قاعة استقبال الزائرين والتي تحتوي على عدد كبير من اللوحات التي توضح المواقع الآثرية والمعالم الموجودة في منطقة الاحساء، كما يوجد في هذه القاعة كافة المعلومات حول شبكة المتاحف في المملكة العربية السعودية مع الصور الفوتوغرافية وبعض القطع الآثرية.
2. جناح ما قبل التاريخ: تعتبر هذه القاعة من أهم القاعات الموجودة في متحف الاحساء حيث تعرض فيها مجموعة كبيرة من الصور والنصوص التي تتحدث حول بداية خلق الإنسان وتكوين الأرض، عبر عصور مختلفة من عصر ما قبل التاريخ، ويعرض في هذه القاعة الأدوات الحجرية لمختلف المواقع في منطقة الاحساء من أول فترة استئناس الحيوانات والحياة البحرية.
3. جناح الفترة ما قبل الإسلام: يحتوي هذا الجناح على مجموعة كبيرة من الصور والقطع الآثرية وخرائط الطرق التجارية البرية والبحرية في الفترة الدلمونية، كما تعرض في هذه القاعة أبجدية الكتاب واللغات في الجزيرة العربية قبل الإسلام.
4. جناح الفترة الإسلامية: يضم هذا الجناح كافة المعلومات بالصور المعثورات والمخطوطات عن فترة دخول الإسلم إلى شبة الجزيرة العربية، كما يعرض أيضا لفترة الحكام المحليين بالاحساء ويتناول الفترة العثمانية والدولة السعودية الأولى والثانية وفترة استرداد الاحساء على يد الملك عبد العزيز بن عبد الرحمن آل سعود.
5. جناح توحيد المملكة والذي يضم مجموعة من القطع التراثية الخاصة بالتراث الشعبي السعودي ويعرض فيه حياة البدو والمجتمع الريفي الزراعي وتاريخ المدن والأسواق بالاحساء، كما يتم العمل على تحديث المتحف ليضم كل ما هو جديد والخاص بالعرض المتحفي.

## وصلات خارجية
- متحف الأحساء.. «لا يفوتك»!
- متحف الاحساء